# Grand Prix Hiszpanii 1980
Grand Prix Hiszpanii 1980 (oryg. XXVI Gran Premio de España) – pierwotnie siódma runda eliminacji Mistrzostw Świata Formuły 1 w sezonie 1980, później uznana przez FISA za nielegalną, wobec czego wyścig nie został zaliczony do klasyfikacji mistrzostw.
Decyzja o niezaliczeniu tej rundy była skutkiem konfliktu pomiędzy FISA a FOCA. Wyścig odbył się bez udziału zespołów fabrycznych – Ferrari, Renault i Alfa Romeo, które stały po stronie FISA. Wszystkie zespoły przynależące do FOCA korzystały z silników Ford.
Wyścig zakończył się zwycięstwem Alana Jonesa z Williamsa, wyprzedzając Jochena Massa (Arrows) i Elio de Angelisa (Lotus). Z dwudziestu dwóch kierowców wyścig ukończyło zaledwie sześciu, a czołowa trójka przejechała cały dystans.

## Opis weekendu wyścigowego

### Tło

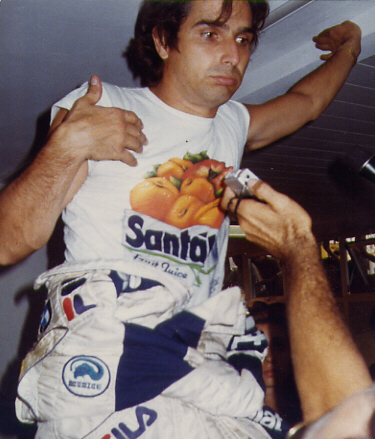
Nelson Piquet, lider klasyfikacji generalnej

Grand Prix Hiszpanii w sezonie 1980 miało być pierwotnie siódmą rundą eliminacji. Po sześciu wyścigach liderem klasyfikacji kierowców był Nelson Piquet z Brabhama, który zdobył 22 punkty. O punkt mniej miał będący na drugiej pozycji René Arnoux (Renault), a na trzecim miejscu znajdował się Alan Jones (Williams) z 19 punktami. W klasyfikacji konstruktorów, na czele znajdował się Williams z liczbą 34 punktów, wyprzedzając Ligiera (29 punktów) i Brabhama (22 punkty).
Tydzień przed wyścigiem odbyły się testy na torze Circuito del Jarama. W nich Patrick Depailler z Alfy Romeo, z czasem 1:13.20, ustanowił nowy rekord toru. Obiekt, na prośbę FISA został zmodyfikowany, w szczególności zakręt Eses de Bugatti, dzięki czemu długość toru została skrócona o 100 metrów.
Po wyścigu w Monako, Michelin, w wyniku zarzutów Goodyeara postanowił zerwać porozumienie pomiędzy dwoma firmami w zakresie ograniczania z korzystania z opon kwalifikacyjnych. W odpowiedzi amerykańskie przedsiębiorstwo, które dostarczało opony wszystkim zespołom (oprócz Ferrari i Renault), postanowiło o wycofaniu się z Formuły 1 z końcem sezonu. Producent także zagroził wycofaniem się również z Formuły 2 i Formuły 3.
Weekend wyścigowy w Hiszpanii odbywał się w napiętych stosunkach pomiędzy federacją a stowarzyszeniem. Dwanaście z piętnastu zespołów startujących byli członkami FOCA, natomiast do niej nie należały zespoły fabryczne czyli Ferrari, Renault i Alfa Romeo. Wszyscy konstruktorzy uznawali FISA za federację wykazującą tendencyjność wobec fabrycznych ekip, ponadto byli niezadowoleni z faktu, w jaki sposób federacja radziła sobie z komercyjnymi aspektami tego sportu, w tym podziału przychodów na zespoły.
W wyniku sporu zespoły należące do FOCA postanowiły zbojkotować odprawy przed Grand Prix Belgii i Grand Prix Monako. 45-minutowe obowiązkowe odprawy zostały wprowadzone przez prezydenta FISA, Jeana-Marie Balestre’a w lutym br., jednak prawnicy FOCA zauważyli, że ten wymóg nie znajduje się w regulaminie. Niemniej jednak Francuz postanowił zawiesić kierowców, którzy nie pojawili się na odprawach przed ostatnimi dwoma wyścigami i ukarać ich grzywną w wysokości dwóch tysięcy dolarów. W tym gronie znalazło się trzynastu kierowców, których nie było podczas briefingu przed Grand Prix Belgii: byli to Alan Jones, Carlos Reutemann (obaj Williams), Jan Lammers (ATS), Alain Prost, John Watson (obaj McLaren), Emerson Fittipaldi, Keke Rosberg (obaj Fittipaldi), Elio de Angelis (Lotus), Didier Pironi i Jacques Laffite (obaj Ligier), Nelson Piquet, Ricardo Zunino (obaj Brabham) i Tiff Needell z ekipy Ensign (który nie został potwierdzony przez brytyjską stajnię). Po Grand Prix Monako ukarano dodatkowo Riccardo Patrese, Jochena Massa (obaj Arrows) i Dereka Daly’ego (Tyrrell), jednak w ich przypadku zastosowano grzywnę w wysokości dwóch tysięcy franków szwajcarskich. Mario Andretti i Alain Prost zapłacili grzywny, choć ze strony amerykańskiego kierowcy uczynił to sponsor.
Balestre zagroził, że jeśli kara nie zostanie wpłacona to kierowcy zostanie odebrana licencja od miejscowego automobilklubu. Jako że pozostali kierowcy nie uiścili grzywny Balestre ostrzegł, że jeśli dalej kara nie będzie uiszczona kierowca nie zostanie dopuszczony do piątkowej sesji treningowej. Fernando Marquis de Cubas Falco, szef Real Automóvil Club de España (RACE) powiedział, że nie powstrzyma żadnego z zawieszonych, aby brał udział w wyścigu, ponadto zaproponował złożenie kaucji za wszystkich kierowców w wysokości 20 tysięcy dolarów. W odpowiedzi na stanowisko szefa RACE, Jean-Marie Balestre powiedział, że kary są indywidualne i indywidualnie kierowcy mają zapłacić, chyba że RACE udowodni, że depozyt pochodzi od kierowców, co byłoby przyznaniem się do winy ze strony zespołów.

RACE organizuje na własną odpowiedzialność w niedzielę 1 czerwca 1980 XXVI Gran Premio de España na torze Jarama i nie będzie on ograniczony przez przepisy FISA

Po tej sytuacji, szef RACE przekazał sytuację do króla Jana Karola I Burbona, który nalegał, aby wyścig się odbył. Następnie Falco wysłał teleks do FIA, w którym poinformował, że automobilklub przejmuje organizację wyścigu od Federación Española de Automovilismo (FEA), federacji wyznaczonej przez FISA. Hiszpan także powiadomił, iż obecność prezydenta FISA nie jest pożądana. W związku z tym nie było wymogu aby kierowcy posiadali licencję wyścigową FISA.
Najstarszym kierowcą uczestniczącym w tym wyścigu był Mario Andretti (40 lat, 3 miesiące i 2 dni), natomiast najmłodszy był Eddie Cheever (22 lata, 4 miesiące i 20 dni).
Europejska Unia Nadawców, posiadająca prawa do transmisji wyścigów Formuły 1 w Europie, pierwotnie miała wątpliwości co do przeprowadzenia transmisji, później dała należącym do nich stacjom telewizyjnym możliwość emitowania tego wyścigu. Szwajcarski nadawca, SRG SSR zrezygnował z transmisji, natomiast TF1 oraz RAI zdecydowali się na emisję tego wyścigu

### Trening i kwalifikacje
Pierwsza sesja treningowa rozpoczęła się o godz. 10:00 czasu miejscowego, lecz wyłącznie przy udziale zespołów Ferrari, Renault i Alfa Romeo. Po pół godzinie pokazano czerwoną flagę. W tym czasie członkowie RACE próbowali usunąć z toru działaczy z FEA. Po wielu telefonach z pałacu królewskiego i interwencji Guardia Civil, federacja została oddelegowana z toru. Real Automóvil Club de España twierdził, iż niezapłacenie grzywien nie było podstawą do zawieszenia licencji kierowcom, ponieważ automobilklub zadeklarował zapłatę. O godz. 12:15 sesja została wznowiona, już bez udziału zespołów fabrycznych i Oselli. Pierwotnie wyścig został uznany za nielegalny, jednak zmieniono zdanie. Ferrari, Renault i Alfa Romeo, wobec tej sytuacji postanowiły wycofać się z wyścigu. Pierwsze dwa zespoły wyruszyły na testy opon Michelin na tor Brands Hatch, natomiast Alfa Romeo zdecydowała się na organizację testów na torze Circuit Paul Ricard.
Piątkową sesję kwalifikacyjną wygrał kierowca Ligiera, Jacques Laffite z czasem 1:12.647, ustanawiając nowy rekord toru. Tuż za nim uplasował się jego kolega zespołowy, Didier Pironi, natomiast trzecie i czwarte miejsce zajęli kierowcy Williamsa, Carlos Reutemann i Alan Jones.
W sobotę na sesję treningową wyjechały wszystkie zespoły należące do FOCA i Osella. Enzo Osella postanowił przenieść Cheevera, wraz z samochodem Osella FA1 do ich sponsora, Denim Aftershave. W ten sposób, według Oselli zespół uniknąłby jakichkolwiek sankcji wobec licencji ekipy, i chcąc utrzymać pozory, Osella również nie był obecny w alei serwisowej. W sobotę było znacznie cieplej niż dzień wcześniej, co dało przypuszczenie, że czasy będą o pół sekundy wolniejsze niż w piątek. Alan Jones wyjechał na sobotnią sesję z samochodem zapasowym i poprawił swój czas wyprzedzając Pironiego o 0,013 s. i to Australijczyk ruszał z drugiego pola.
Przed rozpoczęciem weekendu wyścigowego zostało zgłoszonych 29 kierowców. Mimo zapewnień, do wyścigu nie został zgłoszony Rick Mears, który miał korzystać z trzeciego samochodu Brabhama. Ekipa Ensign postanowiła, że miejsce Tiffa Needella zajmie Patrick Gaillard. Choć ekipa preferowała Briana Hentona, to jednak Brytyjczyk uzyskiwał gorsze czasy podczas testów przed wyścigiem. Do wyścigu mogło zakwalifikować się dwudziestu sześciu kierowców, jednak ze względu na wycofanie się Renault, Ferrari i Alfa Romeo liczba samochodów zmniejszyła się do dwudziestu dwóch, więc wszyscy kierowcy mieli zagwarantowaną kwalifikację. To oznaczało dla zespołu Shadow pierwszą i jedyną kwalifikację do wyścigu. Był to też jedyny wyścig, do którego zespół z Northampton przystąpił.

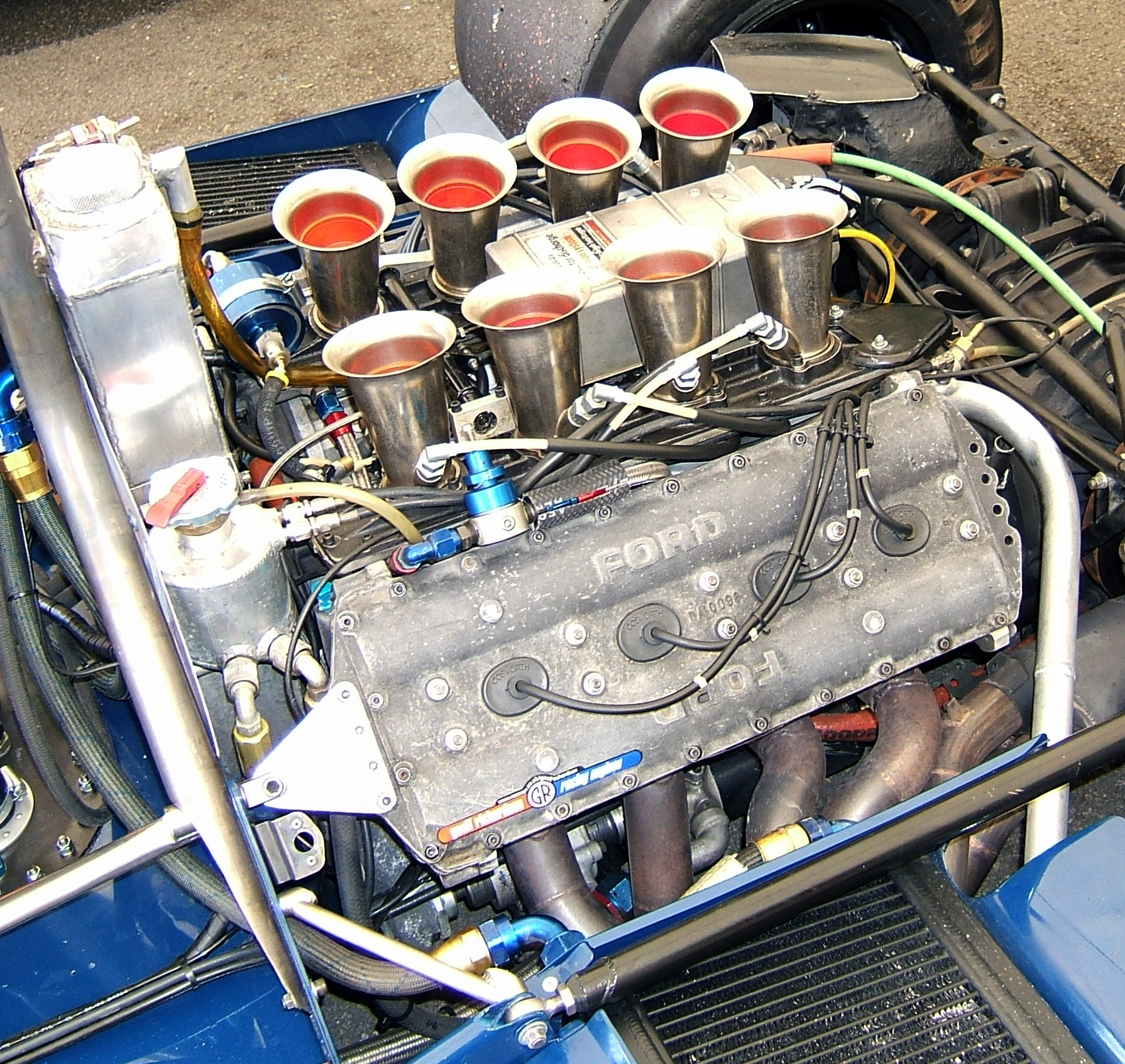
Po wycofaniu się Ferrari, Alfa Romeo i Renault wszystkie samochody uczestniczące w wyścigu korzystały z silników Cosworth DFV

Przed wyścigiem kierowca zespołu Renault, René Arnoux powiedział, że jest to niedopuszczalne, że nie mogą jeździć. Francuz, który był wiceliderem w klasyfikacji kierowców wyraził opinię, że jeśli samochody FOCA wezmą udział w wyścigu nie będą mogły liczyć na punkty.

### Wyścig
Wyścig rozpoczął się o godzinie 16:00 czasu miejscowego przy temperaturze 38 °C (100 °F). Reutemann wykonał bardzo dobry start awansując na pozycję lidera. Na drugim okrążeniu Dave Kennedy wypadł z toru i zakończył swoją rywalizację w wyścigu. Podobnie jak Irlandczyk, uczynił to Emilio de Villota, jednak Hiszpan powrócił na tor na ostatniej pozycji. Trzy okrążenia później odpadł Alain Prost, w wyniku awarii silnika. Awaria hamulców spowodowała, że odpowiednio na jedenastym i trzynastym okrążeniu z rywalizacją pożegnali się Keke Rosberg i Derek Daly. Na 13. okrążeniu Jones miał problemy ze skrzynią biegów, przez co spadł z drugiej na piątą pozycję. Laffite, który awansował na drugie miejsce, próbował przez kilka okrążeń walczyć z Reutemannem,  jednak kierowca Williamsa nie dawał za wygraną.

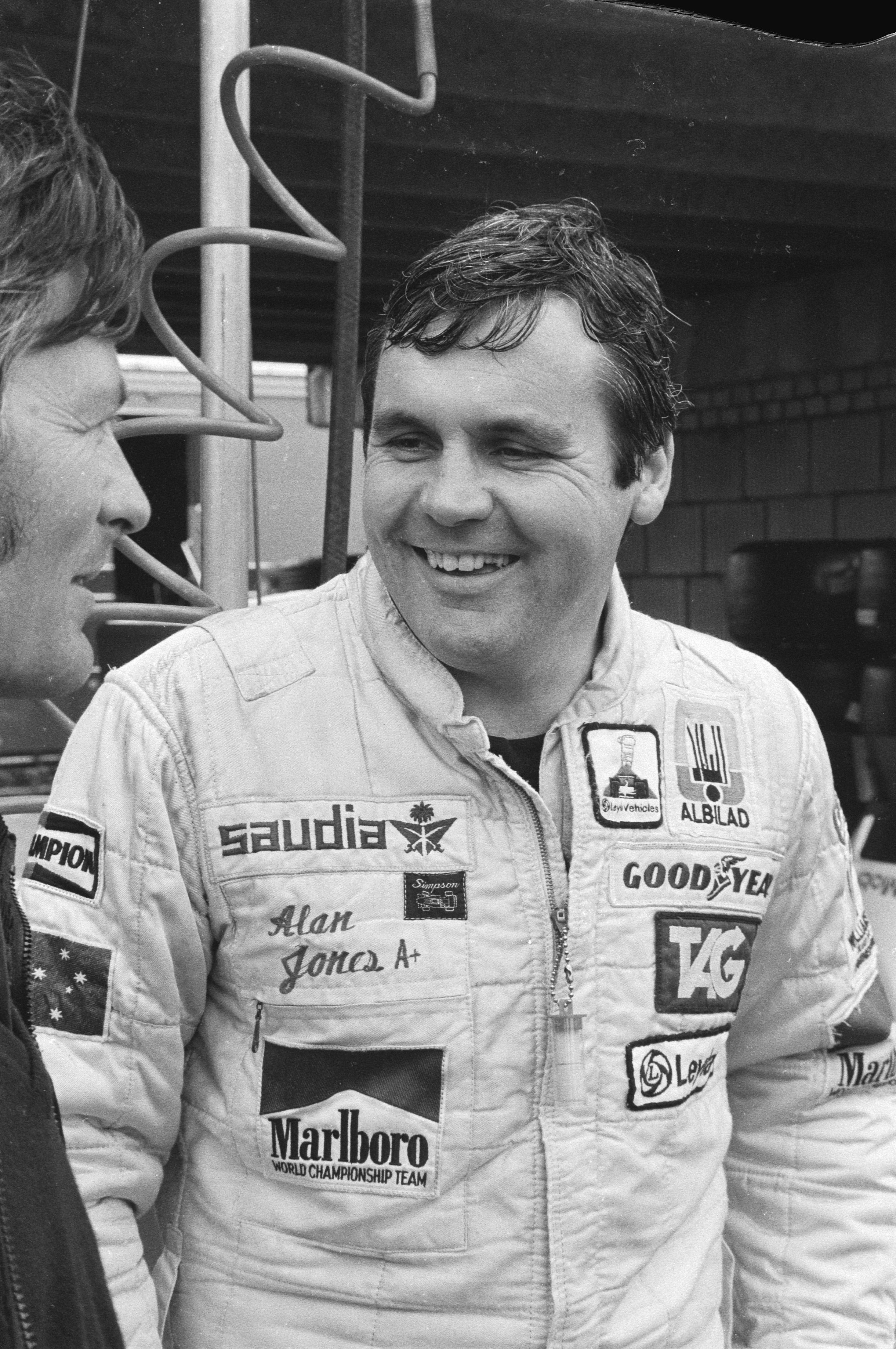
Alan Jones, zwycięzca wyścigu

Będący na czwartej pozycji Jan Lammers miał problemy z hamulcami i udał się do boksów, lecz na 29. okrążeniu posłuszeństwa odmówiła elektryka w jego samochodzie. Na tym samym kółku odpadł Mario Andretti, który miał problem z silnikiem. Okrążenie później z powodu awarii skrzyni biegów z rywalizacją pożegnał się również Riccardo Patrese. Na 35. okrążeniu, po raz drugi z toru wypadł Emilio de Villota, jednak tym razem nie kontynuował swojej jazdy. Na kolejnym okrążeniu, Carlos Reutemann zderzył się z Laffite, przez co obydwaj odpadli z wyścigu. Nowym liderem wyścigu został Nelson Piquet, który wyprzedzał Didiera Pironiego i Alana Jonesa, który tracił trzy sekundy do Piqueta. Brazylijski kierowca prowadził do 42. okrążenia, dopóki nie wyeliminowała go awaria skrzyni biegów w swoim Brabhamie. Na tym samym okrążeniu z powodu awarii zawieszenia skończył wyścig drugi z kierowców Shadow, Geoff Lees. Tym samym, po odpadnięciu Brazylijczyka prowadzenie objął Didier Pironi.
Na 49. okrążeniu John Watson próbował wyprzedzić Patricka Gaillarda, lecz doszło do kolizji obu kierowców. O ile Gaillard po postoju powrócił do rywalizacji, o tyle kierowca McLarena nie mógł kontynuować wyścigu. Na piętnaście okrążeń przed końcem wyścigu, Pironi zauważył problem z przednim kołem i zwolnił do 50 km/h, jednak później koło odpadło z samochodu Francuza, przez co zatrzymał swojego Ligiera na linii start-meta. Francuz oddał prowadzenie Alanowi Jonesowi, który zachował swoją pozycję do końca wyścigu. Australijczyk na ostatnich okrążeniach utrzymywał stałą odległość między siebie a Jochenem Massem. Niemiec zajął ostatecznie drugie miejsce, a podium uzupełnił Elio de Angelis. Trzej kierowcy wykonali pełne 80 okrążeń. Będący na czwartej i piątej pozycji, Jean-Pierre Jarier oraz Emerson Fittipaldi stracili jedno okrążenie do Jonesa, natomiast Patrick Gailliard w wyniku kolizji z Watsonem stracił pięć okrążeń.

### Po wyścigu
Moją pracą jest prowadzenie samochodu wyścigowego, a nie angażowanie się w politykę. Jeśli chodzi o mnie jestem zmartwiony. Grand Prix Hiszpanii nie różnił się od normalnego, wymagało tyle samo wysiłku, był objęty tą samą długością i dałem tyle samo poświęcenia, ile na inne Grand Prix, nieważne czy wygram czy przegram. Jak to się stało, że wygrałem wyścig, a teraz muszę czekać i dowiadywać się czy zdobędę punkty

Następnego dnia, Fédération Internationale de l’Automobile (FIA), macierzysta organizacja FISA odbyła posiedzenie Komitetu Wykonawczego FIA w Atenach. W czasie spotkania zdecydowano, że wyścig zostanie niezaliczony do klasyfikacji mistrzostw, ponadto zdecydowano, że stowarzyszenie FOCA oraz jego członkowie zostali usunięci z różnych komisji, włącznie z Komisją Sportową F1. Prezydent FIA, książę Paul Alfons von Metternich-Winneburg powiedział po spotkaniu, że nadszedł czas, aby zdecydować kto prowadzi wyścigi samochodowe. Dodał również, że wraz z Komitetem Wykonawczym wziął sprawy w swoje ręce, a Bernie Ecclestone nie kieruje Formułą 1. W odpowiedzi, szef Brabhama i przewodniczący FOCA powiedział, że jest rozczarowany ale nie jest zaskoczony, że FIA uniemożliwia mu wypowiedź.
FIA skrytykowała także RACE za organizację wyścigu. Federacja opisywała, że automobilklub "działał w opłakany sposób w stosunku do hiszpańskiej federacji", w momencie gdy oddelegowała FEA w piątkowy poranek. RACE stwierdził, że działał zgodnie z prawem, gdy pierwotnie przekazali FEA organizację wyścigu i dostarczyli zgłoszenie o organizacji imprezy, kiedy odebrano hiszpańskiej federacji prawa do organizacji wyścigu.
9 czerwca, w europejskiej siedzibie Marlboro w Lozannie, z pośrednictwa Jackiego Stewarta odbyło się spotkanie, mające na celu porozumienie między dwoma stronami. Trzy dni wcześniej jednak osiągnięto porozumienie, kiedy FOCA uznała FIA za organ suwerenny w dziedzinie sportów motorowych, ponadto zadeklarowała zapłacenie wszystkich grzywien, w zamian za anulowanie zawieszenia. Jean-Marie Balestre stwierdził, że jego delegaci, którzy pojawili się na spotkaniu w Lozannie, nie byli upoważnieni do podjęcia tej decyzji. Francuz zawiesił do odwołania wszystkich kierowców, którzy wzięli udział w tym wyścigu z jakichkolwiek imprez organizowanych przez federację. Przed Grand Prix Francji emisariusze FISA próbowali namówić zespoły Formuły 2 do uczestnictwa w tym wyścigu (takie praktyki stosowano już w latach sześćdziesiątych i wcześniej) jednak wszystkie zespoły odmówiły udziału w tym wyścigu i Francuz ze względów marketingowych odwiesił kierowców i od tej pory kolejne wyścigi były już legalne.
18 czerwca podjęto w Modenie próbę mediacji, wśród których znalazły się trzy zespoły fabryczne, stojące po stronie FISA oraz przedstawiciele trzech zespołów zrzeszonych w FOCA (Frank Williams, Guy Ligier i Colin Chapman). Ekipy potwierdziły poparcie dla zmian, które zaproponowała FISA. Federacja postanowiła ukarać zespoły i kierowców biorących udział w wyścigu w Hiszpanii grzywną w wysokości 3 tysięcy franków szwajcarskich. 24 czerwca, podczas spotkania w Londynie z zespołami FOCA, trzy zespoły fabryczne jednogłośnie zawarły, że są gotowe zaakceptować aspekty techniczne przedstawione przez FOCA, w sprawie ruchomych spódniczek.
30 czerwca, w dniu Grand Prix Francji, odbyło się spotkanie, w którym FISA ostatecznie zaakceptowała aspekty techniczne przedstawione przez FOCA. Stowarzyszenie natomiast uznało, że FISA jest organem suwerennym w dziedzinie sportów motorowych. Rzecznik wyścigu miał nadzieję, że wyścig o Grand Prix Hiszpanii będzie jednak punktowany i będzie można się odwołać od decyzji podjętej w stolicy Grecji. Z inicjatywy Franka Williamsa, brytyjski podsekretarz stanu ds. sportu Hector Monro skontaktował się z księciem von Metternichem, w celu interwencji w sprawie wyścigu i odwołania się od decyzji o nieprzyznaniu punktów. Komitet Wykonawczy FIA, podczas kolejnego spotkania, które odbyło się 31 lipca postanowiło o podtrzymaniu decyzji o niezaliczaniu Grand Prix Hiszpanii do klasyfikacji mistrzostw i nieprzyznawaniu punktów. Pomimo nieprzyznania punktów, mistrzem świata kierowców w sezonie 1980 został Alan Jones. Po zakończeniu sezonu, Australijczyk powiedział o wyścigu, że "cokolwiek mówił Balestre lub ktokolwiek inny, to o ile wiadomo, odbyło się Grand Prix i zwyciężyłem w nim".
Grand Prix Hiszpanii było pierwszym wyścigiem, który miał wpływ na konflikt pomiędzy FISA a FOCA. Późniejsze wyścigi, Grand Prix Południowej Afryki 1981 i Grand Prix San Marino 1982 pokazywały rywalizację o kontrolę nad Formułą 1.

## Lista startowa
Na srebrnym tle kierowcy, którzy w trakcie weekendu wycofali się
| Nr | Kierowca              | Zespół                        | Samochód       | Silnik                      | Opony |
| -- | --------------------- | ----------------------------- | -------------- | --------------------------- | ----- |
| 1  | Jody Scheckter        | Scuderia Ferrari SpA SEFAC    | Ferrari 312T5  | Ferrari 015 3.0 F12         | M     |
| 2  | Gilles Villeneuve     | Scuderia Ferrari SpA SEFAC    | Ferrari 312T5  | Ferrari 015 3.0 F12         | M     |
| 3  | Jean-Pierre Jarier    | Candy Team Tyrrell            | Tyrrell 010    | Ford Cosworth DFV 3.0 V8    | G     |
| 4  | Derek Daly            | Candy Team Tyrrell            | Tyrrell 010    | Ford Cosworth DFV 3.0 V8    | G     |
| 5  | Nelson Piquet         | Parmalat Racing Team          | Brabham BT49   | Ford Cosworth DFV 3.0 V8    | G     |
| 6  | Ricardo Zunino        | Parmalat Racing Team          | Brabham BT49   | Ford Cosworth DFV 3.0 V8    | G     |
| 7  | John Watson           | Marlboro Team McLaren         | McLaren M29    | Ford Cosworth DFV 3.0 V8    | G     |
| 8  | Alain Prost           | Marlboro Team McLaren         | McLaren M29    | Ford Cosworth DFV 3.0 V8    | G     |
| 9  | Jan Lammers           | Team ATS                      | ATS D4         | Ford Cosworth DFV 3.0 V8    | G     |
| 11 | Mario Andretti        | Team Essex Lotus              | Lotus 81       | Ford Cosworth DFV 3.0 V8    | G     |
| 12 | Elio de Angelis       | Team Essex Lotus              | Lotus 81       | Ford Cosworth DFV 3.0 V8    | G     |
| 14 | Patrick Gaillard      | Unipart Racing Team           | Ensign N180    | Ford Cosworth DFV 3.0 V8    | G     |
| 15 | Jean-Pierre Jabouille | Equipe Renault Elf            | Renault RE20   | Renault-Gordini EF1 1.5 V6T | M     |
| 16 | René Arnoux           | Equipe Renault Elf            | Renault RE20   | Renault-Gordini EF1 1.5 V6T | M     |
| 17 | Geoff Lees            | Theodore Shadow               | Shadow DN12    | Ford Cosworth DFV 3.0 V8    | G     |
| 18 | Dave Kennedy          | Theodore Shadow               | Shadow DN12    | Ford Cosworth DFV 3.0 V8    | G     |
| 20 | Emerson Fittipaldi    | Skol Fittipaldi Team          | Fittipaldi F7  | Ford Cosworth DFV 3.0 V8    | G     |
| 21 | Keke Rosberg          | Skol Fittipaldi Team          | Fittipaldi F7  | Ford Cosworth DFV 3.0 V8    | G     |
| 22 | Patrick Depailler     | Marlboro Team Alfa Romeo      | Alfa Romeo 179 | Alfa Romeo 1260 3.0 V12     | G     |
| 23 | Bruno Giacomelli      | Marlboro Team Alfa Romeo      | Alfa Romeo 179 | Alfa Romeo 1260 3.0 V12     | G     |
| 25 | Didier Pironi         | Equipe Ligier Gitanes         | Ligier JS11/15 | Ford Cosworth DFV 3.0 V8    | G     |
| 26 | Jacques Laffite       | Equipe Ligier Gitanes         | Ligier JS11/15 | Ford Cosworth DFV 3.0 V8    | G     |
| 27 | Alan Jones            | Albilad Williams Racing Team  | Williams FW07  | Ford Cosworth DFV 3.0 V8    | G     |
| 28 | Carlos Reutemann      | Albilad Williams Racing Team  | Williams FW07  | Ford Cosworth DFV 3.0 V8    | G     |
| 29 | Riccardo Patrese      | Warsteiner Arrows Racing Team | Arrows A3      | Ford Cosworth DFV 3.0 V8    | G     |
| 30 | Jochen Mass           | Warsteiner Arrows Racing Team | Arrows A3      | Ford Cosworth DFV 3.0 V8    | G     |
| 31 | Eddie Cheever         | Osella Squadra Corse          | Osella FA1     | Ford Cosworth DFV 3.0 V8    | G     |
| 34 | Emilio de Villota     | Occidental F-1 RAM            | Williams FW07  | Ford Cosworth DFV 3.0 V8    | G     |
| 35 | Vittorio Brambilla    | Marlboro Team Alfa Romeo      | Alfa Romeo 179 | Alfa Romeo 1260 3.0 V12     | G     |
| Nr | Kierowca              | Zespół                        | Samochód       | Silnik                      | Opony |

## Wyniki

### Kwalifikacje
| Poz. | Nr | Kierowca           | Konstruktor     | Opony | Czas     | Poz. s. |
| ---- | -- | ------------------ | --------------- | ----- | -------- | ------- |
| 1    | 26 | Jacques Laffite    | Ligier-Ford     | G     | 1:12.647 | 1       |
| 2    | 27 | Alan Jones         | Williams-Ford   | G     | 1:13.021 | 2       |
| 3    | 25 | Didier Pironi      | Ligier-Ford     | G     | 1:13.034 | 3       |
| 4    | 28 | Carlos Reutemann   | Williams-Ford   | G     | 1:13.270 | 4       |
| 5    | 5  | Nelson Piquet      | Brabham-Ford    | G     | 1:13.604 | 5       |
| 6    | 8  | Alain Prost        | McLaren-Ford    | G     | 1:13.631 | 6       |
| 7    | 6  | Ricardo Zunino     | Brabham-Ford    | G     | 1:14.180 | 7       |
| 8    | 11 | Mario Andretti     | Lotus-Ford      | G     | 1:14.249 | 8       |
| 9    | 9  | Jan Lammers        | ATS-Ford        | G     | 1:14.420 | 9       |
| 10   | 31 | Eddie Cheever      | Osella-Ford     | G     | 1:14.424 | 10      |
| 11   | 29 | Riccardo Patrese   | Arrows-Ford     | G     | 1:14.437 | 11      |
| 12   | 7  | John Watson        | McLaren-Ford    | G     | 1:14.579 | 12      |
| 13   | 12 | Elio de Angelis    | Lotus-Ford      | G     | 1:14.583 | 13      |
| 14   | 30 | Jochen Mass        | Arrows-Ford     | G     | 1:14.805 | 14      |
| 15   | 3  | Jean-Pierre Jarier | Tyrrell-Ford    | G     | 1:14.820 | 15      |
| 16   | 4  | Derek Daly         | Tyrrell-Ford    | G     | 1:14.965 | 16      |
| 17   | 34 | Emilio de Villota  | Williams-Ford   | G     | 1:15.046 | 17      |
| 18   | 21 | Keke Rosberg       | Fittipaldi-Ford | G     | 1:15.104 | 18      |
| 19   | 20 | Emerson Fittipaldi | Fittipaldi-Ford | G     | 1:15.172 | 19      |
| 20   | 17 | Geoff Lees         | Shadow-Ford     | G     | 1:15.708 | 20      |
| 21   | 14 | Patrick Gaillard   | Ensign-Ford     | G     | 1:15.959 | 21      |
| 22   | 18 | Dave Kennedy       | Shadow-Ford     | G     | 1:16.446 | 22      |
| Poz. | Nr | Kierowca           | Konstruktor     | Opony | Czas     | Poz. s. |

### Wyścig
| P                                                     | + / – | Nr | Kierowca              | Konstruktor     | Opony | Okr. | Czas / Strata | Komentarz             |
| ----------------------------------------------------- | ----- | -- | --------------------- | --------------- | ----- | ---- | ------------- | --------------------- |
| 1                                                     | 1     | 27 | Alan Jones            | Williams-Ford   | G     | 80   | 1h43:14.076   |                       |
| 2                                                     | 12    | 30 | Jochen Mass           | Arrows-Ford     | G     | 80   | +0:50.940     |                       |
| 3                                                     | 10    | 12 | Elio de Angelis       | Lotus-Ford      | G     | 80   | +1:12.271     |                       |
| 4                                                     | 11    | 3  | Jean-Pierre Jarier    | Tyrrell-Ford    | G     | 79   | +1 okr.       |                       |
| 5                                                     | 14    | 20 | Emerson Fittipaldi    | Fittipaldi-Ford | G     | 79   | +1 okr.       |                       |
| 6                                                     | 15    | 14 | Patrick Gaillard      | Ensign-Ford     | G     | 75   | +5 okr.       |                       |
| Niesklasyfikowani                                     |       |    |                       |                 |       |      |               |                       |
|                                                       |       | 31 | Eddie Cheever         | Osella-Ford     | G     | 67   |               | skrzynia biegów       |
|                                                       |       | 25 | Didier Pironi         | Ligier-Ford     | G     | 65   |               | odpadnięte koło       |
|                                                       |       | 7  | John Watson           | McLaren-Ford    | G     | 49   |               | kolizja z Gaillardem  |
|                                                       |       | 5  | Nelson Piquet         | Brabham-Ford    | G     | 42   |               | skrzynia biegów       |
|                                                       |       | 17 | Geoff Lees            | Shadow-Ford     | G     | 42   |               | zawieszenie           |
|                                                       |       | 28 | Carlos Reutemann      | Williams-Ford   | G     | 36   |               | kolizja z Laffite     |
|                                                       |       | 26 | Jacques Laffite       | Ligier-Ford     | G     | 36   |               | kolizja z Reutemannem |
|                                                       |       | 6  | Ricardo Zunino        | Brabham-Ford    | G     | 34   |               | skrzynia biegów       |
|                                                       |       | 34 | Emilio de Villota     | Williams-Ford   | G     | 34   |               | poślizg               |
|                                                       |       | 29 | Riccardo Patrese      | Arrows-Ford     | G     | 30   |               | skrzynia biegów       |
|                                                       |       | 11 | Mario Andretti        | Lotus-Ford      | G     | 29   |               | silnik                |
|                                                       |       | 9  | Jan Lammers           | ATS-Ford        | G     | 29   |               | elektryka             |
|                                                       |       | 4  | Derek Daly            | Tyrrell-Ford    | G     | 13   |               | układ hamulcowy       |
|                                                       |       | 21 | Keke Rosberg          | Fittipaldi-Ford | G     | 11   |               | układ hamulcowy       |
|                                                       |       | 8  | Alain Prost           | McLaren-Ford    | G     | 5    |               | silnik                |
|                                                       |       | 18 | Dave Kennedy          | Shadow-Ford     | G     | 2    |               | poślizg               |
| Nie wystartowali / niedopuszczeni do ponownego startu |       |    |                       |                 |       |      |               |                       |
|                                                       |       | 1  | Jody Scheckter        | Ferrari         | M     |      |               | wycofał się           |
|                                                       |       | 2  | Gilles Villeneuve     | Ferrari         | M     |      |               | wycofał się           |
|                                                       |       | 15 | Jean-Pierre Jabouille | Renault         | M     |      |               | wycofał się           |
|                                                       |       | 16 | René Arnoux           | Renault         | M     |      |               | wycofał się           |
|                                                       |       | 22 | Patrick Depailler     | Alfa Romeo      | G     |      |               | wycofał się           |
|                                                       |       | 23 | Bruno Giacomelli      | Alfa Romeo      | G     |      |               | wycofał się           |
|                                                       |       | 35 | Vittorio Brambilla    | Alfa Romeo      | G     |      |               | wycofał się           |
| P                                                     | + / – | Nr | Kierowca              | Konstruktor     | Opony | Okr. | Czas / Strata | Komentarz             |

### Najszybsze okrążenie
| Nr | Kierowca   | Konstruktor   | Czas     | Okr. |
| -- | ---------- | ------------- | -------- | ---- |
| 27 | Alan Jones | Williams-Ford | 1:15.467 | 27   |

## Prowadzenie w wyścigu
| Nr                              | Kierowca         | Okrążenia | Suma |
| ------------------------------- | ---------------- | --------- | ---- |
| 28                              | Carlos Reutemann | 1–36      | 36   |
| 5                               | Nelson Piquet    | 36-42     | 6    |
| 25                              | Didier Pironi    | 42-64     | 22   |
| 27                              | Alan Jones       | 64-80     | 16   |
| \| Wykres \| \| ------ \| \| \| |                  |           |      |
| Wykres                          |                  |           |      |
|                                 |                  |           |      |